# Pekan Sari
Pakansari is een bestuurslaag in het regentschap Bogor van de provincie West-Java, Indonesië. Pakansari telt 33.361 inwoners (volkstelling 2010).